# Tridenchthonius donaldi
Espèce
Tridenchthonius donaldi est une espèce de pseudoscorpions de la famille des Tridenchthoniidae.

## Distribution
Cette espèce est endémique de la Trinité à Trinité-et-Tobago.

## Description
Le mâle holotype mesure 1,25 mm.

## Étymologie
Cette espèce est nommée en l'honneur de R. G. Donald.

## Publication originale
- Turk, 1946 : On two new false scorpions of the genera Tridenchthonius and Microcreagris. Annals & Magazine of Natural History, sér. 11, vol. 13, no 97, p. 64-70.